# 安全互联网联盟
安全互联网联盟（俄语：Лига безопасного интернета；）（或译“互联网安全大会”）是一个俄罗斯近乎政府的组织，旨在审查互联网。该组织由Marshall Capital Partners基金（创立者为康斯坦丁·马洛费耶夫）和四家主要供应商于2011年1月建立。其预算可能高达数千万美元，用于促进自我审查和游说。

## 领导层
该组织的创始者是由马洛费耶夫领导的圣瓦西里大基金会。至2015年，联盟董事会主席一直是马洛费耶夫；现在联盟董事会主席是伊戈尔·晓戈列夫，执行董事是丹尼斯·达维多夫。
安全互联网联盟将雇用由以神学家约翰命名的俄罗斯东正教大学培训的“东正教IT专家”。
自2017年以来，该组织一直由叶卡捷琳娜·米祖琳娜领导。

## 活动
2011年12月，联盟制定了一项法律草案，后来被采纳为2012年7月28日的第139-FZ号联邦法律。该法律创建了禁止网站统一登记表。
2015年，该组织在第二届世界互联网大会和中国公司签订了合作协议，其表示希望与方滨兴等人合作学习中国的防火长城技术。